# 湖东路街道
湖东路街道，是中华人民共和国安徽省马鞍山市花山区下辖的一个乡镇级行政单位。

## 行政区划
湖东路街道下辖以下地区：
大北庄社区、佳山新村社区、中岗社区、南湖社区和华城社区。